# 乌鸦吊桥

乌鸦吊桥图示

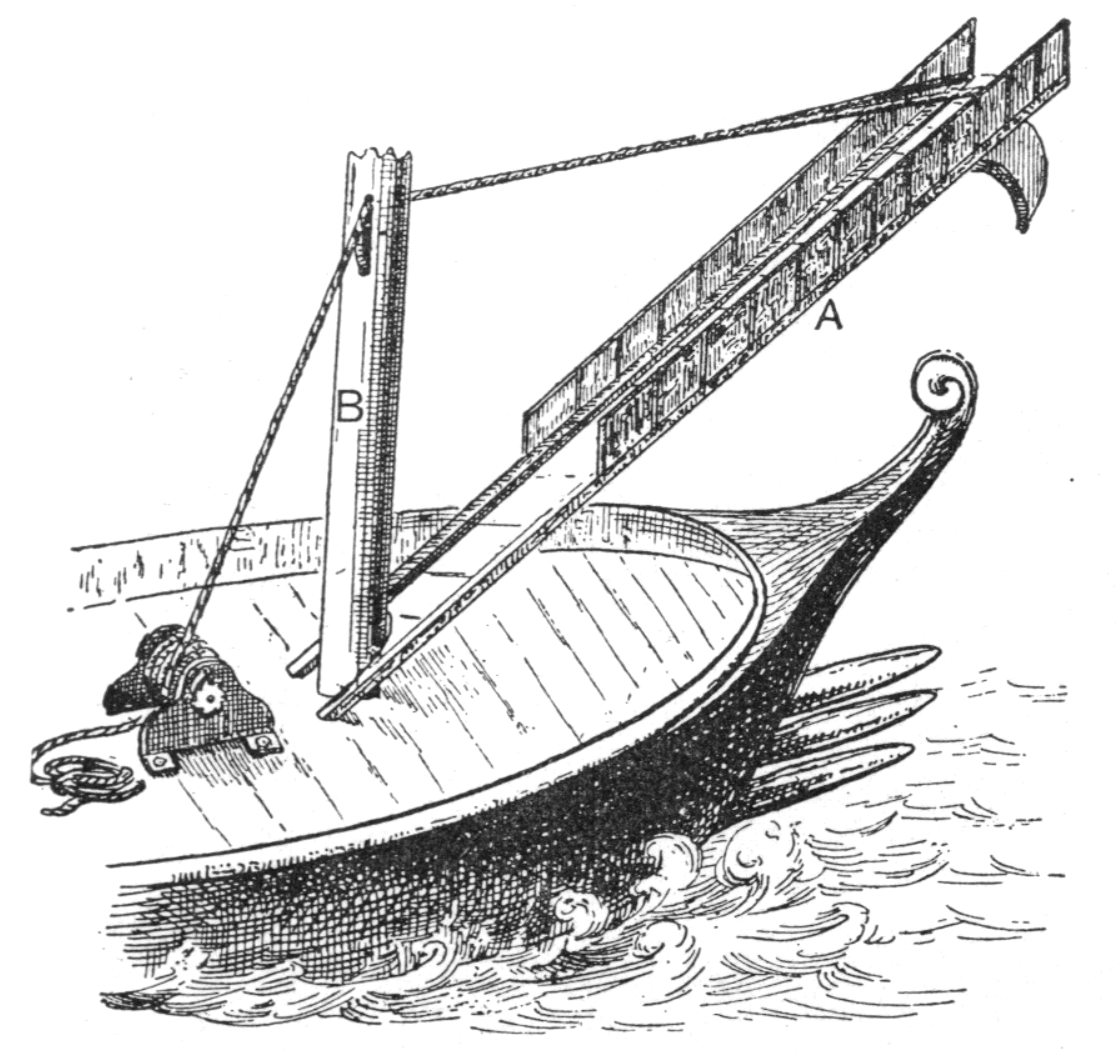

乌鸦吊桥（拉丁語：corvus），又称为接舷吊桥，是罗马海军在第一次布匿战争对抗迦太基时在战船上所设的一种装置。
根据波利比奥斯《历史》记载，这种吊桥宽1.2米、长10.9米，两侧设有小栏杆。船头的滑轮和帆杆使吊桥得以升降。吊桥的前端有一形似鸟喙的重型铁钉。当吊桥下落时铁钉可以刺入敌船的甲板，使得两船相互固定，从而为罗马士兵进入敌船提供了通道。
公元前3世纪的罗马并非海上强国，十分缺乏海战经验。在第一次布匿战争前，罗马共和国还未曾在意大利半岛之外作过战。罗马军队的强项是陆地作战，以其遵守纪律且骁勇善战的步兵而著称，但是陆军的优势在海上无法施展。用乌鸦吊桥可以让海船上的陆战兵对敌方进行登船格斗，使得罗马海军可以利用陆军步兵的优势匹敌强大的迦太基海军。罗马运用吊桥战术赢得过多次战役，其中包括迈利、萨尔赛、廷达里斯、埃克诺穆斯角等知名战役。
尽管乌鸦吊桥有其长处，但也不乏缺点：它不适用在大风大浪中使用，因为两船的固定连接会危及两方的船体结构。因而在风浪大的海上航行时，吊桥便被弃用。代尔夫特理工大学船舶工程教授Bonebaker根据吊桥大约一吨的推算重量认为，排水量约250立方米的罗马五层橹船（Quinquereme）的稳定性不会因此而受很大影响。
而另外一些历史学家则认为吊桥的重量影响了战船的适航性，罗马在前255年和前249年因为风暴而几乎完全丧失的两大舰队在很大程度上就是因为吊桥导致的不稳定。随着罗马海上作战能力的增强以及士兵经验的增多，后来吊桥不再被使用。在埃克诺穆斯角战役之后就没有了吊桥使用的记载，在决定第一次布匿战争胜败的埃加迪群岛战役中罗马就是在没有吊桥的情况下取胜的。
不过公元前36年瑙洛库斯战役中阿格里帕就使用了一种类似乌鸦吊桥的装置，名为“哈尔巴”（harpax）。